# 카자흐어 위키백과

카자흐어 위키백과

카자흐어 위키백과(카자흐어: Қазақша Уикипедия)는 카자흐어 버전의 위키백과이다. 2002년 6월 3일 서비스를 시작했으며 키릴 문자, 라틴 문자, 아랍 문자 세 가지 버전으로 쓰인다.
2010년까지만 해도 문서 수는 7,000개에 불과했지만 불과 1년 사이에 100,000개로 크게 성장했다. 이는 2011년 크리에이티브 커먼즈 저작자 표시-동일조건 변경 허락(CC BY-SA) 형태로 공개된 카자흐 백과사전을 기초로 작성된 문서가 대부분이기 때문이다. 2011년 10월 26일 문서 수 100,000개를 돌파했으며 2012년 11월 29일 문서 수 200,000개를 돌파하였다.

## 사진

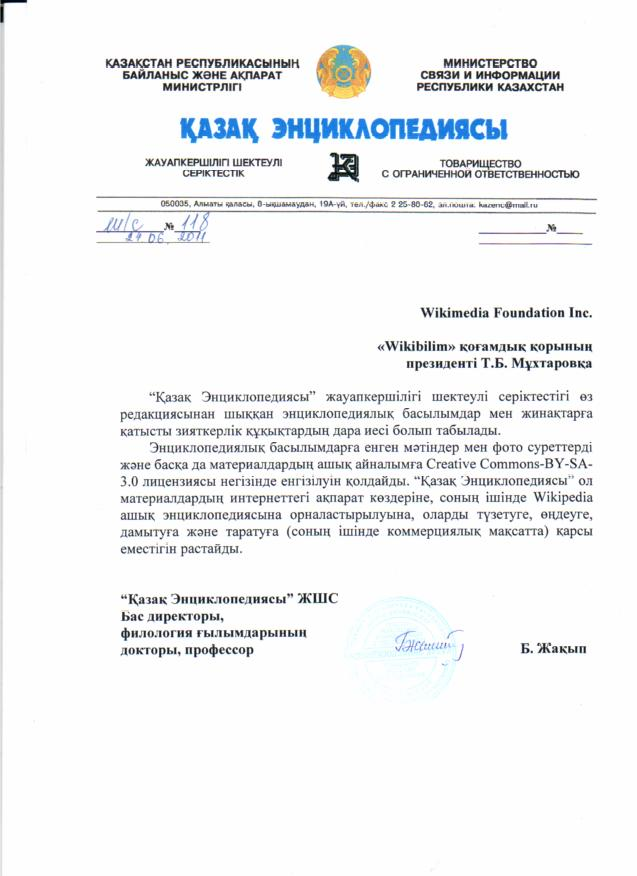
카자흐 백과사전을 CC BY-SA 라이센스 형태로 인용하는 것을 승인한 문서
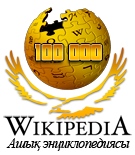
카자흐어 위키백과 문서 수 100,000개 돌파 기념 로고
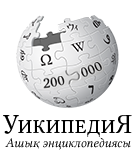
카자흐어 위키백과 문서 수 200,000개 돌파 기념 로고
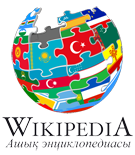
튀르크어족 위키미디어 콘퍼런스 당시에 사용된 카자흐어 위키백과 로고